# Figi ai Giochi della XVII Olimpiade
Le Figi parteciparono ai Giochi della XVII Olimpiade che si svolsero a Roma dal 25 agosto all'11 settembre 1960, con una delegazione di due atleti impegnati in una disciplina: atletica leggera.